# Último discurso de Salvador Allende
El último discurso de Salvador Allende, presidente de Chile, tuvo lugar el 11 de septiembre de 1973 a través de Radio Magallanes, en momentos en que se perpetraba el golpe de Estado liderado por el general Augusto Pinochet, y previo al bombardeo al Palacio de La Moneda en Santiago de Chile. Este discurso marcó un hito en la historia política del país sudamericano. Allende se suicidó poco después de pronunciar estas palabras.

## Contexto
El gobierno de Salvador Allende, que había asumido la presidencia en 1970, representaba un período de reformas radicales y cambios sociales en Chile. Su compromiso con una agenda de izquierda, que incluía avanzar con la nacionalización del cobre y la redistribución de la riqueza, había generado tensiones entre la derecha y la polarización en la sociedad chilena.[cita requerida] Esta situación empeoró con la Visita de Fidel Castro a Chile en 1971, el escándalo de los bultos cubanos, el paro de octubre de 1972, el Incidente Alejandrina Cox y la crisis económica en Chile de 1973.
El 11 de septiembre de 1973, un golpe militar encabezado por el general Augusto Pinochet derrocó al gobierno de Allende. Durante el asedio al Palacio de La Moneda, Allende pronunció su última alocución a través de Radio Magallanes, una de las pocas emisoras que aún no se encontraba bajo el control de los golpistas, y mantenía una libertad de información.

Según relató el director de Radio Magallanes, Guillermo Ravest, este se encontraba en su oficina cuando el presidente Allende le llamó por teléfono, y le requirió:
«Necesito que me saquen al aire inmediatamente, compañero. [...] Preciso que me saquen al aire inmediatamente, no hay tiempo que perder».

## Discurso

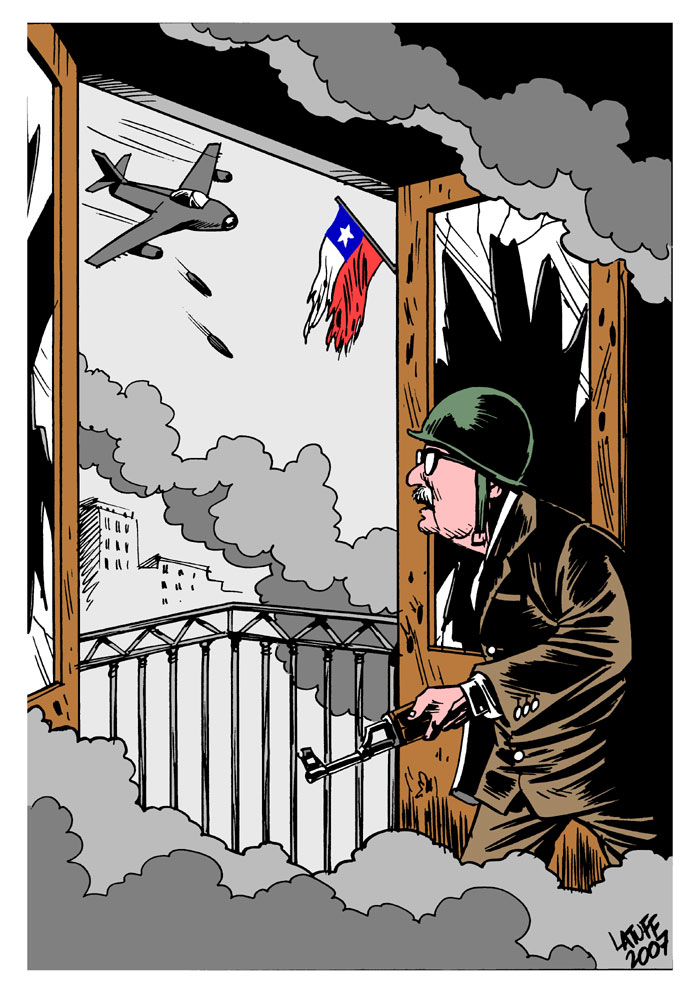
Caricatura de Carlos Latuff, titulada 11 September 1973

A las 10:15, a través de Radio Magallanes, la última emisora pro-gubernamental aún no silenciada, Allende emitió su último mensaje a la Nación. En su alocución, Allende abordó diversos temas y se dirigió a diferentes segmentos de la sociedad chilena. Agradeció la lealtad de sus seguidores y manifestó su compromiso con la ley y la Constitución. También denunció la traición de algunos sectores militares y civiles que habían participado en el golpe. Allende se refirió a la lucha contra el imperialismo y la reacción, y destacó que las Fuerzas Armadas habían roto su tradición constitucional al unirse al golpe. Hizo un llamado a la defensa del pueblo chileno y la no humillación, instando a que el pueblo no se sacrificara innecesariamente.
Dirigiéndose a la juventud, los trabajadores, las mujeres, los campesinos y los profesionales patriotas, Allende expresó su confianza en que Chile superaría este momento oscuro y que eventualmente se abrirían las «grandes alamedas» para construir una sociedad mejor. Finalmente, Allende concluyó su discurso con un enérgico «¡Viva Chile! ¡Viva el pueblo! ¡Vivan los trabajadores!» y expresó su convicción de que su sacrificio no sería en vano y que su legado sería una lección moral contra la traición y la cobardía.

Seguramente ésta será la última oportunidad en que pueda dirigirme a ustedes. La Fuerza Aérea ha bombardeado las torres de Radio Portales y Radio Corporación. Mis palabras no tienen amargura sino decepción. Que sean ellas el castigo moral para los que han traicionado el juramento que hicieron: soldados de Chile, comandantes en jefe titulares, el almirante Merino, que se ha autodesignado comandante de la Armada, más el señor Mendoza, general rastrero que sólo ayer manifestara su fidelidad y lealtad al Gobierno, y que también se ha autodenominado director general de Carabineros. Ante estos hechos sólo me cabe decir a los trabajadores: ¡Yo no voy a renunciar!

Colocado en un tránsito histórico, pagaré con mi vida la lealtad del pueblo. Y les digo que tengo la certeza de que la semilla que hemos entregado a la conciencia digna de miles y miles de chilenos, no podrá ser segada definitivamente. Tienen la fuerza, podrán avasallarnos, pero no se detienen los procesos sociales ni con el crimen ni con la fuerza. La historia es nuestra y la hacen los pueblos.
Trabajadores de mi Patria: quiero agradecerles la lealtad que siempre tuvieron, la confianza que depositaron en un hombre que sólo fue intérprete de grandes anhelos de justicia, que empeñó su palabra en que respetaría la Constitución y la ley, y así lo hizo. En este momento definitivo, el último en que yo pueda dirigirme a ustedes, quiero que aprovechen la lección: el capital foráneo, el imperialismo, unidos a la reacción, creó el clima para que las Fuerzas Armadas rompieran su tradición, la que les enseñara el general Schneider y reafirmara el comandante Araya, víctimas del mismo sector social que hoy estará en sus casas esperando con mano ajena reconquistar el poder para seguir defendiendo sus granjerías y sus privilegios.
Me dirijo, sobre todo, a la modesta mujer de nuestra tierra, a la campesina que creyó en nosotros, a la abuela que trabajó más, a la madre que supo de nuestra preocupación por los niños. Me dirijo a los profesionales de la Patria, a los profesionales patriotas que siguieron trabajando contra la sedición auspiciada por los colegios profesionales, colegios de clases para defender también las ventajas de una sociedad capitalista de unos pocos.
Me dirijo a la juventud, a aquellos que cantaron y entregaron su alegría y su espíritu de lucha. Me dirijo al hombre de Chile, al obrero, al campesino, al intelectual, a aquellos que serán perseguidos, porque en nuestro país el fascismo ya estuvo hace muchas horas presente; en los atentados terroristas, volando los puentes, cortando las vías férreas, destruyendo lo oleoductos y los gaseoductos, frente al silencio de quienes tenían la obligación de proceder.
Estaban comprometidos. La historia los juzgará.
Seguramente Radio Magallanes será acallada y el metal tranquilo de mi voz ya no llegará a ustedes. No importa. La seguirán oyendo. Siempre estaré junto a ustedes. Por lo menos mi recuerdo será el de un hombre digno que fue leal con la Patria.
El pueblo debe defenderse, pero no sacrificarse. El pueblo no debe dejarse arrasar ni acribillar, pero tampoco puede humillarse.
Trabajadores de mi Patria, tengo fe en Chile y su destino. Superarán otros hombres este momento gris y amargo en el que la traición pretende imponerse. Sigan ustedes sabiendo que, mucho más temprano que tarde, de nuevo se abrirán las grandes alamedas por donde pase el hombre libre, para construir una sociedad mejor.
¡Viva Chile! ¡Viva el pueblo! ¡Vivan los trabajadores!

Éstas son mis últimas palabras y tengo la certeza de que mi sacrificio no será en vano, tengo la certeza de que, por lo menos, será una lección moral que castigará la felonía, la cobardía y la traición.
Salvador Allende, 11 de septiembre de 1973.

## Legado
El discurso fue grabado por los empleados de la Radio Magallanes, el director Guillermo Ravest y el radio controlador Amado Felipe, quienes hicieron numerosas copias en cintas magnéticas que sacaron desde los estudios de la radio, «con evidente riesgo» para sus vidas, haciéndolas llegar a la dirección clandestina del Partido Comunista de Chile, que lo distribuyó entre los corresponsales extranjeros. La radio había decidido transmitir nuevamente el discurso, pero a las 10:20 horas aproximadamente las antenas transmisoras fueron bombardeadas y quedaron fuera del aire.
La última alocución de Salvador Allende se ha convertido en un símbolo de la lucha por la justicia social y la democracia en Chile. A pesar de su trágico final, Allende sigue siendo una figura importante en la historia política de Chile. Su discurso final es recordado como un llamado a la resistencia y a la esperanza en tiempos de adversidad.[cita requerida]
Ascanio Cavallo comenta que este discurso se caracteriza por ser «acusatorio, lírico, con volúmenes dramáticos, cambios de tono, giros anímicos, soplos vitales y a la vez fúnebres. Improvisado, pero de esas improvisaciones “que se ensayan muchas veces en la ducha”, como me dijo un testigo del momento en que lo pronunció». Agrega Cavallo que «sabemos que Allende era un gran orador, un virtuoso de ese Senado de los años 60 poblado de espadachines de la palabra. Pero esto es otra cosa. Es un discurso de muerte. Muerte y eternidad. Estas dos cosas solo se juntan en el pensamiento religioso».
Daniel Mansuy, en tanto, dice en su libro Salvador Allende. La izquierda chilena y la Unidad Popular (2023) que el discurso de Allende deja «un veneno y un enigma».

### Usos
- Una estatua de Salvador Allende en la plaza homónima de la Universidad Central de Venezuela incorpora un extracto del discurso: «Sabed que más temprano que tarde se abrirán las grandes alamedas por donde pase el hombre libre 11-09-1973».[6]